# Kelme (firma)
Kelme (španělská výslovnost: [ˈkelme]), je španělská společnost zabývající se návrhem, výrobou a distribucí sportovního oblečení, obuvi a vybavení pro sportovní a módní odvětví. Společnost založili v roce 1963 Diego a José Quiles. Sportovní produkty od Kelme jsou určeny pro fotbal, futsal, basketbal, hokejbal, atletiku, trénink a mnoho dalších nejen halových sportů.
Kelme sídlí v Elche (Alicante), Španělsko, má další pobočky po celém světě.
Jejich produkty jsou oblíbené u hráčů jako například David James, Josemi a Paul Kelly a mnoho dalších. Kelme kopačky a boty na futsal jsou vyrobeny tak, aby poskytly maximální výkon, potřebnou faleš během kopu, přesnost a trvanlivost. Daniel González Güiza nosí Kelme připravené pro RCD Mallorca. I samotný Real Madrid a RCD Mallorca také oblékali soupravy vyrobené v Kelme.

## Historie a současnost
Od založení v roce 1963 se firma soustředila na výrobu sportovních oblečení a obuvi. Kelme doprovázelo Conchitu Martínez k vítězství ve Wimbledonu, dále i Jordi Villacampa, olympijského vítěze Fermína Cacho a mnoho dalších. Kelme také sponzorovalo nebo sponzoruje kluby v jako Levante, FC Villareal, FC Malaga, Rayo Vallecano, Deportivo Alavés, RCD Espanyol, FC Elche a mnoha dalších. V LNFS je Kelme již několik let hlavním technickým sponzorem. Futsalový míč Kelme je řadu let hlavním míčem pro nejlepší futsalovou ligu světa LNFS. Kelme byla oficiální záštitou španělského olympijského týmu v Barceloně '92, sponzorovala FC Real Madrid (1994-98) nebo spolu s valencijskou vládou sponzorovala cyklistický tým Kelme.
V současné době firma prodává své výrobky na pěti kontinentech ve více než 40 státech včetně Česka a Slovenska. Kelme dodává sportovní vybavení do stovek klubů po celém světě. Firma investuje každým rokem do nových technologií.